# مات ويلان
مات ويلان (بالإنجليزية: Matt Whelan)‏ هو ممثل نيوزيلندي، (ولد في كرايستشرش في نيوزيلندا 1985  م).

## وصلات خارجية
- مات ويلان على موقع IMDb (الإنجليزية)
- مات ويلان على موقع قاعدة بيانات الفيلم (الإنجليزية)